# Diocletianus római császár
Caius Aurelius Valerius Diocletianus, általánosan elterjedt néven Diocletianus császár (Salona (Antica Salona)/Solin, 244. december 22. – Spalatum (Split), 311. december 3.), eredeti nevén Διοκλής (Dioklész) 284. november 20. és 305. május 1. között római császár. Diocletianus uralkodása jelentette a történészek által gyakran a „harmadik évszázad válságaként” emlegetett, 235-től 284-ig tartó periódus végét. Létrehozta az autokratikus kormányzatot a birodalomban és megteremtette az alapjait a Római Birodalom harmadik nagy korszaka számára, amit szokás dominátusként, tetrarchiaként vagy egyszerűen késő római birodalomként is említeni. Diocletianus reformjai segítettek abban, hogy a Nyugatrómai Birodalom még további kétszáz éven át fennálljon, és megteremtették az alapokat a Bizánci Birodalom létrejöttéhez és további ezeréves fennállásához.

## Élete, uralkodása
Dalmatia provinciában született, Salona város környékén (ma Solin, Horvátország), 244 körül. A források legtöbbje szerint Diocles volt a neve, Aurelius Victor szerint Caius Valerius Diocles. A név árulkodik arról, hogy felmenői között egy Dioklész nevű görög is volt, valamint a felmenők között kellett lennie felszabadítottnak, akit egy Valerius nevű római szabadított fel. Timothy Barnes szerint nem igaz, hogy szegény sorból származott: vagy scriptor volt az apja, vagy egy Anullinus nevű felszabadított rabszolga, aki a senatori rangig emelkedett.

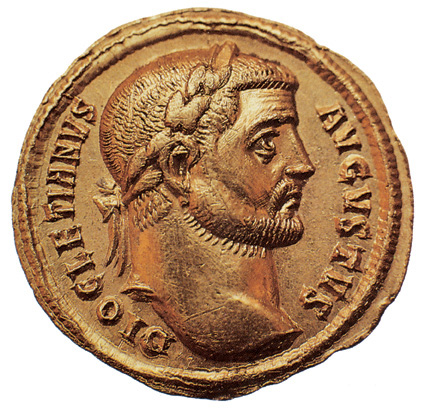
Diocletianust ábrázoló érme

Életének első negyven éve homályos. Ióannész Zónarasz bizánci történetíró szerint Moesia hercege (dux) volt, az alsó Duna körzetének katonai parancsnoka, de erre nincs más forrás. A Historia Augusta szerint Galliában szolgált, de erre sincs más adat. Katonai, illetve testőri, és lovassági parancsnoki szolgálatból emelkedett a császári méltóságra, első hiteles adatunk a 282-es kinevezése, ekkori címe: praetorianus praefectus.
235 és 284 között 20-25 császár követte egymást gyors egymásutánban, ami átlagosan minden második vagy harmadik évben új császár beiktatását jelentette. Kettőjük kivételével mindannyiukat meggyilkolták vagy csatában haltak meg. Diocles katonai karrierje valószínűleg Carus alatt kezdődött. Carus hiába hagyta fiaira a birodalmat (Numerianus és Carinus), a Római Birodalom nem ismerte el a dinasztikus elvet, a senatus és a hadsereg egyes részei önállóan kívántak uralkodót választani. Carinus 284 januárjától Rómában tartózkodott, míg Numerianus a keleti hadjáratból visszatérőben, 284 márciusában rejtélyes körülmények közt meghalt. Numerianus katonái Nicomedia városában Dioclest kiáltották ki császárnak. Ekkor latinosította nevét Dioklészről Diocletianusra, és vette fel a Caius Aurelius Valerius Diocletianus teljes uralkodói nevet. Az Aurelius név több megelőző császár nevében szerepel, míg a -tianus névvégződés latinosabbá tette a görög nevet.
Először úgy tűnt, hogy Diocletianus is rövidéletű elődei nyomába fog lépni, mert a 284 és 298 között években háborúk hosszú sorát vívta a birodalom egyik végétől a másikig, megőrizve ezáltal a birodalom kiterjedt határait és elnyomva a belső felkeléseket. Ezek közül természetesen a 285 júliusában lezajló margusi csata volt a legfontosabb, ahol a nyugati országrészt uraló Carinust győzte le. Carinus uralma rossz emlékezetű volt, hatalmi bázisa összeomlott, és egyes források szerint Carinust saját katonái ölték meg a csata forgatagában. 298-ra azonban sikerült neki visszaszorítania a germán betöréseket a Duna és a Rajna vonalánál, megálljt tudott parancsolni a szászánida inváziónak Szíriában és Palesztinában, és legyőzte politikai ellenfeleit is.
Katonai és politikai okokból társcsászárokat is vett maga mellé, barátját, Maximianust, majd Galeriust és Constantius Chlorust (a későbbi Constantinus császár apját). Ezzel megszüntette a birodalom egységét, de megkönnyítette a védelmet és kormányzását. A hadsereg, az egyre bonyolultabb hivatalszervezet és a nagy építkezések például thermák, a salonaei (mai Split) palota stb. rengeteg pénzt emésztettek föl. A hiányokat sem az adóreform, sem az árak maximalizálása nem enyhítette. Újból felélesztette a császárkultuszt, a kereszténységgel szemben erélyesen fellépett. Hatalmát belső küzdelmek és gazdasági bajok megingatták. Trónjáról saját elvei alapján önként lemondott.

### Keresztényüldözés
Diocletianus császár rendelte el az utolsó keresztényüldözést (303-313), amelyet a legvéresebbnek tartanak a birodalom történetében. Halálát követően nem sokkal a kereszténység egyenlő jogokat kapott a többi vallással (I. Constantinus alatt), majd hamarosan már a kereszténység volt a birodalom legfőbb vallása. A Diocletianus alatti keresztényüldözésről pontos adatok csak gyéren állnak rendelkezésre. A számszerűségek többsége a kortárs vagy az utókor keresztény történetíróitól származik.
Kaiszareiai Euszebiosz nyolcadik könyve szerint Diocletianus uralkodása elején a keresztények nemcsak azonos elbírálás alá estek a nemkeresztényekkel, de „még több kegyességet mutattak irántuk, mint mások iránt”. A keresztények nyíltan gyakorolhatták vallásukat és hivatalviselésüket sem korlátozta semmi. 260-tól, Valerianus halálától a birodalomban viszonylagos tolerancia uralkodott. Euszebiosz békességes állapotokról és nagy templomok építéséről is beszámol.
Sokkal jelentősebb üldöztetést szenvedtek a manicheusok, őket már a 297. március 31-i alexandrai ediktumban üldözendőnek nyilvánította, mint az ellenséges perzsák „rút és visszataszító” vallását. A manicheizmus üldözését más módon nem indokolta, de valószínűleg szerepet játszott ebben, hogy – kereszténységhez hasonlóan – rendkívül agresszív térítő vallás volt, amelyben politikai vonulatot is láttak. Ha mást nem, akkor kémtevékenységet a perzsák részére. A manicheusok az életükkel fizettek puszta hitükért is, míg a keresztény mártírok elsősorban inkább azok közül kerültek ki, akik hitük miatt megtagadtak valamilyen állami kötelezettséget. Azonban ennek végrehajtásáról sem áll rendelkezésre semmilyen konkrét adat, mivel a keresztény történetírók a manicheusok sorsával nem foglalkoztak – később maguk is üldözték e vallást –, a nem keresztény történetírók munkái pedig jórészt elvesztek.
Diocletianus azonban államvallás bevezetésére törekedett, amely keleti mintákra épült, de a 3. század folyamán egyre világosabbá vált, hogy előbb-utóbb valamilyen egységes állami kultusz lesz. Az államvallás végül is a kereszténységgel valósult meg, amikor az ezzel szemben fellépőket éppúgy megbüntették, mint Diocletianus alatt az akkor bevezetni kívánt kultuszok elvetőit. Diocletianus és Galerius 303–304 telén Nicomediában a keresztényekkel szemben folytatandó politikáról tárgyaltak. Ennek során – Lactantius szerint – Galerius ellenében Diocletianus azt az álláspontot képviselte, hogy elegendő a katonáknak megtiltani a keresztény vallást, a teljeskörű üldözés szükségtelen. Ez annál is könnyebb volt, mert a hadsereg tagjainak többsége Sol Invictus és Mithrász kultuszainak híve volt. A keresztényeket nem a vallásuk miatt ítélte el, hanem mert a többi vallás ellenségei voltak.
A keresztényüldözés 303. február 23-án indult, amikor a nicomediai keresztény templomba behatoltak a praetorianusok és elégették a misekönyveket. Másnap jelent meg az ediktum, amely április végéig a birodalom minden részére eljutott. A rendelet szerint minden keresztény építményt le kell rombolni, a keresztényeket eltávolítani a hivatalokból, az előjogokkal rendelkező rétegekbe tartozó keresztények elveszítik kiváltságaikat. Nincs azonban szó halálbüntetésről. Ennek ellenére még aznap kivégeztek egy keresztényt, aki letépte a falról a császári ediktumot.
Február 24-én este tűz ütött ki a palotában, majd 15 nappal később újra. Diocletianus nem hitt a mendemondáknak, melyek szerint a keresztények bosszújáról van szó, vizsgálatot rendelt el. A tettesek nem kerültek meg, Lactantius Galeriust gyanúsítja és provokációnak tekinti, de ezt sem tudja semmivel bizonyítani. Évekkel később I. Constantinus azt állította, hogy a tüzet villámcsapás okozta. De kettőt? Ettől kezdve mindenkinek nyilvánosan kellett az áldozatokat elvégezni. Diocletianus második rendelete szerint minden keresztény papot börtönbe kell zárni, a harmadik rendelet szerint a kereszténységet megtagadó foglyokat szabadon kell bocsátani, míg az ellenállókat megkínozni. E rendeletek 311-ig érvényben maradtak. Az akciók nem folytak állandóan vagy rendszeresen, hullámokban következtek be. Néhány egykorú adat van az üldöztetés mértékére, például Palesztinában 303 és 305 között 12 keresztényt végeztek ki. A későbbi hagyomány megsokszorozta az áldozatok számát.

## Diocletianus reformjai
A megelőző több mint ötven év belső instabilitása után, ami az összeomlás szélére sodorta a Római Birodalmat, a Diocletianus által elért helyzet jelentős sikernek számított. Meggyőződése volt, hogy a birodalom kormányzati rendszere elavult és a továbbiakban már tarthatatlan, ezért egy sor reformot kezdeményezett, hogy megakadályozza az anarchiába való visszaesését a birodalomnak és megőrizze az életképességét.
Ezen reformok többek között felosztották a birodalmat két részre, hogy hatékonyabban lehessen kormányozni. Ugyanennek a gondolatmenetnek mentén a korábbi közigazgatási rendszert is teljesen átszervezte, kisebb és centralizáltabb provinciákat alakított ki. Kormányzata az új adminisztrációs rendszerben a római történelem legkevésbé bürokratikus jellegű intézménye.
Az új rendszer új autokratikus trónöröklési rendszert is jelentett, azaz a köztársaság utolsó maradványait is felszámolta, amik mindeddig akadályozták a zökkenőmentes uralkodóváltást, és ezzel a stabil államiság rögzülését.
Gazdasági reformokat is tartalmazott, amik pedig a hiperinfláció megfékezését célozták. Gazdasági reformjai voltak a legkevésbé sikeresek, ezek közül is az ármaximálás érte el a legkisebb eredményt. Ez ugyanis azzal járt, hogy a hatóságilag garantált legmagasabb áron többnyire nem adták el a terményeiket az emberek, hanem feketepiacon árultak. Ezzel általános áruhiány állt elő, ami éhínséghez is vezetett.
Diocletianus volt az egyetlen olyan római császár, aki önként mondott le hatalmáról és vonult vissza. Ezt az elhatározását akkor sem változtatta meg, amikor határozottan kérték a visszatérésre. Ezzel gyakorlatilag egyedülálló a történelemben.
Mauzóleuma palotája épületegyüttesének része.

### Tetrarchia
Uralma első kilenc éve alatt Diocletianus folyamatosan a birodalom egyik végéből a másikba volt kénytelen szaladni, hogy a rendet mindenhol fenntartsa, és ezért arra a következtetésre jutott, hogy a birodalom egész egyszerűen túl nagy ahhoz, hogy egy ember kormányozza - azaz képtelenség volt egyidőben elhárítani a barbár inváziót a Rajna mentén és közben megoldani Egyiptom problémáit is, nem is beszélve a birodalmat nyomasztó belső problémák soráról. Az általa alkalmazott radikális megoldás a birodalom kettéosztása volt, amit egyszerűen úgy hajtottak végre, hogy húztak egy egyenes vonalat a térképen Rómától keletre és ezáltal egy keleti és egy nyugati rész jött létre. Bár ez a felosztás rövid távon nem maradt fenn, de hosszú távon mégis ez állandósult.

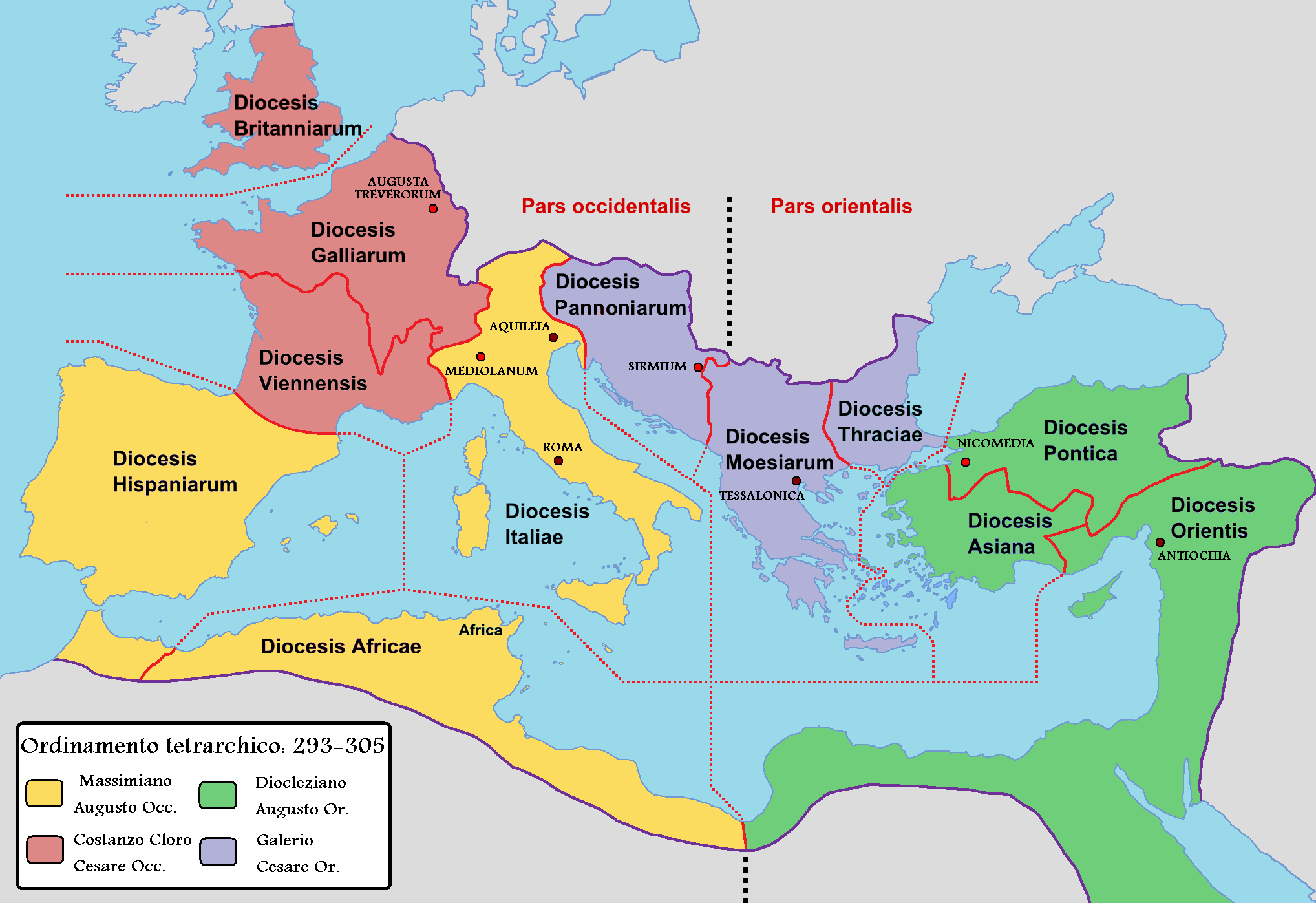
A Római Birodalom a tetrarchia korában. A Diocletianus reformjai után felálló négyfős tetrarchia egyes vezetői által birtokolt területek.

A trónutódlás kérdése a római rendszer soha sem volt megnyugtatóan rendezve, nem volt egy világos elv, ami ezt vezérelte volna és ez gyakran polgárháborúkhoz vezetett. A korábbi császárok sokszor ezt a kérdést az örökbefogadás módszerével oldották meg, ami azt jelentette, hogy a trónörököst előbb fogadott fiuknak deklarálták. A hadsereg nem támogatta ezt a módszert, hanem inkább a biológiai örökösöket támogatta, azaz azt az elvet vallotta, hogy a császár fia a hatalom jogos örököse is egyben. A senatus pedig azon a véleményen volt, hogy az új császár megválasztása az ő hatáskörükbe tartozik. Így aztán általában legalább három (sőt néha több) aspiráns is volt az öröklésre.
Ennek a problémának a megoldására, illetve annak megválaszolására, hogy ki legyen a császár az újonnan létrehozott keleti és nyugati birodalomrészeken, Diocletianus létrehozta az úgynevezett „tetrarchia”, azaz a „négy uralkodó” rendszerét. Ez azt jelentette, hogy két idősebb császár fog uralkodni, egyikük keleten, másikuk nyugaton, és mindkettőjük mellé egy-egy fiatalabb császár is ki lesz nevezve. A római császároknak kijáró hagyományos címek között a legfontosabb az augustus volt, és ezért ezt a címet csak a két idősebb császár viselhette, a fiatalabb császárok pedig a kisebb jelentőségű caesar címet kapták. Diocletianus eredeti szándéka az volt, hogy amikor egy idősebb császár lemond vagy meghal, akkor automatikusan a megfelelő caesar vegye át a helyét és jelöljön ki egy új fiatalabb császárt a maga helyére. Ez megoldotta volna az öröklés problémáját.
292-ben Diocletianus be is vezette ezt a rendszert. Saját maga számára a keleti birodalomrészt választotta és Maximianusnak adta a nyugati birodalomrészt. A hatalom most megoszlott két ember között a birodalomban. Ők ketten külön fővárosokat is kijelöltek a két birodalomrész számára: Róma egyik birodalomrész fővárosi rangját sem kapta meg. Az ősi főváros ugyanis túl messze esett azoktól a helyektől, ahol a birodalom sorsáról a fegyverek erejével döntöttek. Míg a két császár egyre nagyobb mértékben tudta érvényesíteni befolyását a hatalomban, a hatalom megosztása a szenátus szerepét tovább csökkentette, ráadásul a szenátus továbbra is Rómában maradt. 293-ban Diocletianus és Maximianus is kinevezett maga mellé egy-egy caesart - Galeriust keleten, illetve Constantiust nyugaton - formálisan örökösükké fogadva őket. Azonban Galerius és Constantius nem egyszerűen csak örökösök volt, mert mindkettőjük megkapta a birodalomnak egy-egy negyedrészét hozzávetőleg.
Tekintetbe véve, hogy Diocletianus felemelkedését megelőzően nagyjából egy fél évszázadon át a birodalom az állandó polgárháborúk állapotában volt, figyelemre méltó tény, hogy a tetrarchia nem omlott össze azonnal a négy uralkodó valamelyikének kapzsisága következtében. Azonban a birodalom politikusainak megalkuvó természete nemsokára elvezetett a tetrarchia széteséséhez és az egyeduralom visszaállításához. Amikor 305-ben Diocletianus visszavonult (és a nyugaton uralkodó társcsászárát is rávették, hogy ugyanezt megtegye), a két caesarból lett a két új idősebb császár, ahogy azt Diocletianus eltervezte, de amikor eljött az ideje, hogy megválasszák a két új caesart, akkor a hadsereg és a szenátus közbeavatkozott és előhozták saját jelöltjeiket. 306-ban Constantinus polgárháborút robbantott ki nyugaton, amit 312-ben meg is nyert, illetve 324-ben elfoglalta a keleti birodalomrészt is, ezáltal újra az egész, egyesített birodalmat uralva egészen 337-ben bekövetkezett haláláig. Azonban 395-ben a birodalom két részre osztása újra bekövetkezett és ezután már soha nem is sikerült újra egyesíteni a birodalomrészeket.

### A Római Birodalom Diocletianus uralkodása alatt
Diocletianus bevezette a provinciák felett álló új közigazgatási egységet, a dioecesist. A birodalmat 12 dioecesis-re osztotta, amelyek mindegyikéhez több provincia is tartozott. A dioecesis élén a vicarius állt. Diocletianus uralkodása során később a provinciák számát is megnövelte, és az addigi 46 provinciából 85 kisebb provinciát alakított ki. (Az alábbi táblázatban még a régi provinciák láthatóak.)
| Dioecesis                            | hozzátartozó területek                                                                           |
| ------------------------------------ | ------------------------------------------------------------------------------------------------ |
| KELET                                |                                                                                                  |
| Oriens                               | Líbia, Egyiptom, Palesztina, Szíria és Cilicia                                                   |
| Pontus                               | Cappadocia, Armenia Minor, Galatia, Bithynia                                                     |
| Asia (Asiana)                        | Asia, Phrygia, Pisidia, Lycia, Lydia, Caria                                                      |
| Thrace Moesiae                       | Moesia Inferior, Thrákia                                                                         |
| Moesia                               | Moesia Superior, Dacia, Epirus, Macedonia, Thessalia, Achaea, Dardania                           |
| NYUGAT                               |                                                                                                  |
| Africa                               | Africa Proconsularis, Byzacena, Tripolitana, Numidia, Mauretania egy része                       |
| Hispania                             | Mauretania Tingitana, Baetica, Lusitania, Tarraconensis                                          |
| Prov. Viennensis                     | Narbonensis, Aquitania, Viennensis, Alpes Maritimae                                              |
| Gallia                               | Lugdunensis, Germania Superior, Germania Inferior, Belgica                                       |
| Britannia                            | Britannia, Caesariensis                                                                          |
| Italia annonaria fővárosa Mediolanum | Venetia et Histria, Aemilia et Liguria, Flaminia et Picenum, Raetia, Alpes Cottiae               |
| Italia suburbicaria fővárosa Róma    | Tuscia et Umbria, Valeria, Campania et Samnium, Apulia et Calabria, Sicilia, Sardinia et Corsica |
| Pannonia                             | Pannonia Inferior, Pannonia Superior, Noricum, Dalmatia                                          |

## Diocletianus alakja a művészetekben
- Diocletianus a főhőse V. Martucci 2005-ben írt novellájának, a Numeriusnak.
- Móra Ferenc Aranykoporsó című regénye Diocletianus uralkodásának utolsó éveiben játszódik.
- Ivan Ivanji életrajzi regényt írt róla, Diocletianus címmel.
- Veljko Barbieri: Én, Jupiter fia Dioklész, Jelenkor Kiadó, Pécs, 2009. Kevéssé ismert lélektani regény.